# Bhutan Observer
Bhutan Observer — первая частная газета в Бутане, издающаяся на двух языках. Первый номер газеты вышел 2 июня 2006 года.
Bhutan Observer была первой частной газетой, издававшейся на английском языке и дзонг-кэ. Издание газеты было частью политики 4-го короля Бутана Джигме Сингье Вангчука для обеспечения плавного перехода страны к парламентской демократии. Bhutan Observer стремится к повышению активности граждан Бутана в демократических процессах в королевстве, а также принимает участие в защите свободы слова и прессы.
В Bhutan Observer работают более 60-ти сотрудников, среди них журналисты, редакторы, администраторы. Bhutan Observer неустанно выполняет свою миссию, независимо освещая события, влияющие на жизнь бутанцев, и имеющие важное значение для развития и социального благополучия королевства.